# Guayaquil City Fútbol Club
Il Guayaquil City Fútbol Club, meglio noto come Guayaquil City, è una società calcistica ecuadoriana con sede nella città di Guayaquil. Milita in Serie B, la seconda divisione del campionato ecuadoriano.

## Storia
Il club è stato fondato il 7 settembre 2007 come Club Deportivo River Plate Ecuador grazie a una collaborazione con il Club Atlético River Plate dell'Argentina. L'11 luglio 2017 il club ha cambiato nome in Guayaquil City Fútbol Club.

## Palmarès

### Altri piazzamenti
- Primera Categoría Serie B:

Secondo posto: 2014
Terzo posto: 2024